# فكتور أندرسون (لاعب كرة الأرض)
فكتور أندرسون (بالسويدية: Viktor Andersson)‏ هو لاعب كرة الأرض ‏ سويدي، ولد في 28 سبتمبر 1982.